# Зазимко, Андрей Владимирович
Андрей Владимирович Зазимко (14 июля 1899 года — 8 февраля 1952 года) — советский военачальник, генерал-майор, участник Гражданской и Великой Отечественной войн.

## Биография
Андрей Владимирович Зазимко родился 14 июля 1899 года в местечке Бобровицы (ныне — город Бобровица в Черниговской области Украины). В 1918 году был мобилизован на службу в армию гетмана П. П. Скоропадского. 10 июля 1919 года добровольцем поступил на службу в Рабоче-Крестьянскую Красную Армию. Участвовал в Гражданской войне, был контужен, после излечения уволен в запас. В феврале 1922 года повторно призван в армию. Служил на военно-политических и штабных должностях в различных кавалерийских частях. В 1924 году окончил Харьковские высшие повторные курсы, в 1927 году — кавалерийские курсы усовершенствования командного состава.
В феврале 1932 года Зазимко был направлен на Ленинградские бронетанковые курсы усовершенствования командного состава, по окончании которых служил в различных танковых и механизированных частях. Участвовал в польском походе 1939 года, в ходе которого его часть разоружила 13-й уланский полк польской армии и вошла в Вильно. С июля 1940 года был начальником штаба 46-го танкового полка 84-й моторизованной дивизии. В этой должности Зазимко встретил начало Великой Отечественной войны. Первые свои бои принял уже в июне 1941 года. Несмотря на штабную должность, на своём танке водил в атаку подразделения полка. 27 июня 1941 года вражеским снарядом была подбита гусеница его танка, но со своим экипажем Зазимко продолжал вести огонь, отразив ряд вражеских атак. В ходе дальнейших боёв попадал в окружение, но сумел вместе со своим полком прорваться.
В сентябре 1941 года Зазимко командовал 122-м танковым полком 122-й танковой бригады. Во главе этой части он активно участвовал в боях под Ленинградом против превосходящих сил танковых частей вермахта. Только за период с 10 по 14 сентября 1941 года полк Зазимко уничтожил и захватил 37 танков, 9 бронемашин, 23 орудия, значительное количество другого военного имущества. 22 сентября 1941 года в ожесточённых боях боях за посёлок Гайтолово Зазимко в пешем порядке шёл за танками, лично руководя боем, поднимая залёгшую под вражеским огнём пехоту. Рискуя собственной жизнью, он под миномётным обстрелом организовал вывод 2 танков «КВ», застрявших в болоте. В боях за 1-й Эстонский посёлок Зазимко со своими танкистами дважды выбивал противника из этого населённого пункта, лично уничтожил до 70 гитлеровцев огнём из орудия своего танка. 14 октября 1941 года он остановил отходящую пехоту из 310-й стрелковой дивизии, после чего сам повёл её в бой. В том бою он был ранен осколком вражеской мины в плечо. Находясь в болезненном состоянии, Зазимко не оставил поля боя, продолжая сражаться.
В феврале 1942 года Зазимко принял командование над 122-й танковой бригадой. В июле того же года занял должность заместителя по танковым войскам командующего 54-й армии. В июне 1943 года стал командующим бронетанковыми и механизированными войсками 8-й армии. Проявил себя как способный командир, умеющий организовать боевое применение танков в полном взаимодействии их с пехотой и артиллерией. Эти его качества наиболее полно проявились во время операции по окончательному снятию блокады Ленинграда. В результате тех боёв танкисты Зазимко уничтожили большое количество техники и живой силы.
В послевоенное время продолжал службу в Советской Армии. Командовал бронетанковыми и механизированными войсками Западно-Сибирского, Беломорского и Северного военных округов. В 1950 году окончил Высшие академические курсы при Высшей военной академии имени К. Е. Ворошилова. Скончался 8 февраля 1952 года, похоронен на кладбище «Пески» в городе Петрозаводске.

## Награды
- Орден Ленина (21 февраля 1945 года);
- 3 ордена Красного Знамени (25 июля 1941 года, 29 января 1942 года, 3 ноября 1944 года);
- Орден Кутузова 2-й степени (5 октября 1944 года);
- Медаль «За оборону Ленинграда» и другие медали.